# 普拉卡什·納特
普拉卡什·納特（Prakash Nath，1920年—2009年），印度男子羽球運動員，他曾經六次奪得印度全國羽毛球錦標賽冠軍（2次男單、2次男雙、2次混雙）。
普拉卡什·納特與另一名印度人戴文德·莫罕在1947年一同參加全英公開賽男單項目時被分到同一個四分之一賽區，他們為了確保兩人之一能夠順利晉級至決賽，決定以投擲硬幣的方式決定兩人之間的勝負。最終獲勝的納特在準決賽戰勝對手而晉級決賽，成為第一位晉級全英羽球公開賽決賽的印度人。在決賽當日，他獲悉家鄉拉合爾發生了武裝動亂而受到一定程度的影響，最後不敵瑞典選手康尼·耶普森。

## 主要比賽成績
| 名次                 | 項目     | 年份       |
| -------------------- | -------- | ---------- |
| 全英羽毛球公開錦標賽 |          |            |
| 2                    | 男子單打 | 1947       |
| 印度全國羽毛球錦標賽 |          |            |
| 1                    | 男子單打 | 1942, 1945 |
| 1                    | 男子雙打 | 1942, 1946 |
| 1                    | 混合雙打 | 1944, 1945 |